# Blanca Peak
Blanca Peak är en fristående bergstopp i Klippiga bergen, södra Colorado, 4 386 meter över havet.
Den bestegs officiellt första gången 14 augusti 1874 av Wheeler Survey men spår av ett röse på toppen visar att den tidigare har bestigits av Uteindianer eller  spanjorer.